# Željko Grgič
Željko Grgič, trgovski pomočnik in tigrovec, * 1. februar 1907, Bazovica, Avstro-Ogrska, † (?).

## Življenje in delo
Rodil se je v družini obrtnika Andreja in gospodinje Marije Grgič rojene Gombač. Do sredine aprila 1930, ko je v naglici skupaj z Vinkom Glažarjem, Ivanom Škerjancem in Francem Zadnikom pred fašistično policijo zbežal v Kraljevino Jugoslavijo, je bil trgovski pomočnik pri trgovcih v Trstu in okolici. Po prihodu v Jugoslavijo je fašistična oblast zahtevala njihovo izročitev, jugoslovanske oblasti pa je vse štiri napotile v Avstrijo, od tu pa so z mnogimi ovirami nadaljevali pot v Francijo. Grgič se je po treh mesecih vrnil v Ljubljano, a je moral Slovenijo zapustiti. Odšel je v Zagreb, kjer mu je društvo primorskih izseljencev Istra priskrbelo lažno osebno izkaznico in zaposlitev. Povabljen, da gre z oboroženo trojko najprej v Kranj, nato pa na Primorsko, je odpovedal zaposlitev, a do napovedanih akcij ni prišlo, zato je ostal v Zagrebu in bil do leta 1934 brez zaposlitve. V letih 1934-1940 je bil zaposlen pri občini Zagreb, nato pa pri trgovcu Radovanu Petriču, katerega žena je bila doma z Bazovice. Med okupacijo je sodeloval v narodnoosvobodilni borbi, po osvoboditvi pa je bil ponovno zaposlen pri občini Zagreb in bil član raznih družbeno političnih organizacij. Po vojni je bil odlikovan redom dela s srebrnim vencem.
Med bivanjem v Trstu (do 1927) je bil tajnik Športnega društva Adria pri Sv. Jakobu, soustanovitelj Športnega društva Merkur in tajnik Mohorjeve družbe v Bazovici. Sodeloval je v pevskem zboru, tamburaškem orkestru ter dramskem in telovadnem odseku. Z ilegalno organizacijo TIGR je pričel sodelovati po prihodu s služenja vojaškega roka v italijanski vojski. Tesno je sodeloval z Zvonimirjem Milošem, Franom Marušičem in Ferdom Bidovcem, od njih je dobil nalogo, da nabavi bencin za požig otroškega vrtca v Lokvi, katerega so zažgali 6. januarja 1930, ter za požig šole v Padričah pri Gropadi. Ta požig, ki ni uspel, je izvedel skupaj z Ivanom Škerjancem in Vinkom Glažarjem. Skupaj s Francem Zadnikom je načrtoval požig šole v Bazovici. To akcijo so fašisti preprečili, Grgič, Glažar, Škerjanc in Zadnik pa so pred aretacijo zbežali v Jugoslavijo.